# Epascestria euprepialis
Epascestria euprepialis là một loài bướm đêm trong họ Crambidae.